# John Taylor, Baron Ingrow
John Aked Taylor, Baron Ingrow (* 15. August 1917 in Keighley (West Yorkshire); † 7. Februar 2002) war ein britischer Soldat, Bierbrauer und Politiker der Conservative Party.

## Leben
John Taylor war ein Sohn von Percy und Gladys Taylor und besuchte die Shrewsbury School. Während des Zweiten Weltkriegs diente er zunächst im Duke of Wellington’s Regiment der britischen Armee und anschließend beim Royal Corps of Signals, wo er sich an den Dekodierungsarbeiten in Norwegen, im Mittleren Osten, in Nordafrika, Italien, Nordwesteuropa sowie Burma beteiligte. 1951 wurde er für seine Verdienste mit einer militärischen Medaille, der Territorial Decoration (TD), ausgezeichnet.
40 Jahre lang fungierte John Taylor als Vorsitzender und Geschäftsführer der in seinem Geburtsort Keighley ansässigen Familienbrauerei Timothy Taylor & Co, die 1858 von seinem Großvater Timothy Taylor gegründet worden war.
John Taylor war seit 1946 für insgesamt 21 Jahre Mitglied des Stadtrats von Keighley und 1956 auch Bürgermeister dieser Stadt. Für fast zwei Jahrzehnte, nämlich von 1964 bis 1983, gehörte er ferner dem Leitungsgremium der National Union of Conservative and Unionist Associations, einem Verband der britischen Konservativen Partei, an; dabei war er von 1971 bis 1976 ihr Obmann.
1960 wurde John Taylor zum Officer des Order of the British Empire, einem Verdienstorden des Vereinigten Königreichs, ernannt, 1972 als Ritter in den Adelsstand erhoben und am 31. Januar 1983 mit dem Titel Baron Ingrow, of Keighley in the County of West Yorkshire unter die Life Peers aufgenommen. Von 1985 bis 1992 hatte er als Lord Lieutenant die Stellung des persönlichen Repräsentanten der Königin in West Yorkshire inne, nachdem er zuvor den Posten eines Deputy Lieutenant bekleidet hatte. 2002 starb er im Alter von 84 Jahren.
1949 hatte sich John Taylor mit Barbara Mary Stirk verheiratet. Die Ehe, aus der die zwei 1951 bzw. 1953 geborenen Töchter Anne Elizabeth und Diana Mary hervorgegangen waren, hatte bis zum im Jahr 1998 eingetretenen Tod seiner Gattin Bestand gehabt.